# Paul Keating
Paul John Keating (Sydney, 18 gennaio 1944) è un politico australiano, ventiquattresimo primo ministro del suo Paese dal 1991 al 1996.
Dal 1983, anno del ritorno dei laburisti al governo, sino al 1991 Keating è stato uno stimato ministro del Tesoro. Il suo capolavoro politico è stata la vittoria nelle elezioni federali del 1993, impresa ritenuta impossibile. Ma, complice una recessione economica, nel 1996 Keating fu sconfitto dal Liberale John Howard.

## Biografia
Keating è cresciuto a Bankstown, nel Nuovo Galles del Sud, un sobborgo operaio di Sydney. Di origine cattolico Irlandese, egli era uno dei quattro figli di Matthew Keating, un operaio che lavorava in una fabbrica di caldaie e un rappresentante sindacale.
Keating ha studiato alla scuola cattolica. All'età di 15 anni Keating lasciò il College De La Salle a Bankstown e si è impiegato come ricercatore nel sindacato. Egli si è iscritto nel partito laburista e nel 1966 è stato eletto Presidente del movimento giovanile del partito laburista del Nuovo Galles del Sud.
Keating è riuscito a sfruttare la nuova carica per incontrare le principali teste d'uovo del partito come Laurie Brereton, Graham Richardson e Bob Carr, ed è divenuto amico dell'ex premier del Nuovo Galles del Sud Jack Lang, il quale all'epoca aveva novanta anni. Usando i suoi contatti Keating nel 1969 è riuscito a farsi eleggere al parlamento federale.
Keating è uno dei parlamentari di secondo piano del governo laburista di Whitlam, ma nel 1975 ottiene il Ministero per l'Australia del Nord, diventando uno dei più giovani ministri della storia. Dopo la sconfitta elettorale del 1975 Keating diventa un capogruppo dell'opposizione, e nel 1981 conquista la presidenza dei laburisti del Nuovo Galles del Sud e la leadership dell'ala destra del partito. Keatin è stato un oratore energico e aggressivo. Nel 1982 quando Bob Hawke tenta di conquistare la guida del partito, egli decide di sostenere Bill Hayden, sperando di succedergli, ma alla fine accetta la leadership di Hawke.
Nel 1975 Keating sposa Annita van Iersel, un'assistente di volo olandese dell'Alitalia, dalla quale si separerà nel 1998. I Keating hanno quattro figli.

### La Riforma del Tesoro
Quando Hawke vince le elezioni del 1983, Keating ottiene il portafoglio del Tesoro, succedendo al liberale John Howard, in un momento delicato per l'economia australiana afflitta da un'inflazione che nel settembre 1982 ha toccato il picco del 12.5%.
Il governo Hawke/Keating è riuscito ad attuare una politica economica e monetaria oculata e prudente, riuscendo a portare il tasso di inflazione sotto al 10%.

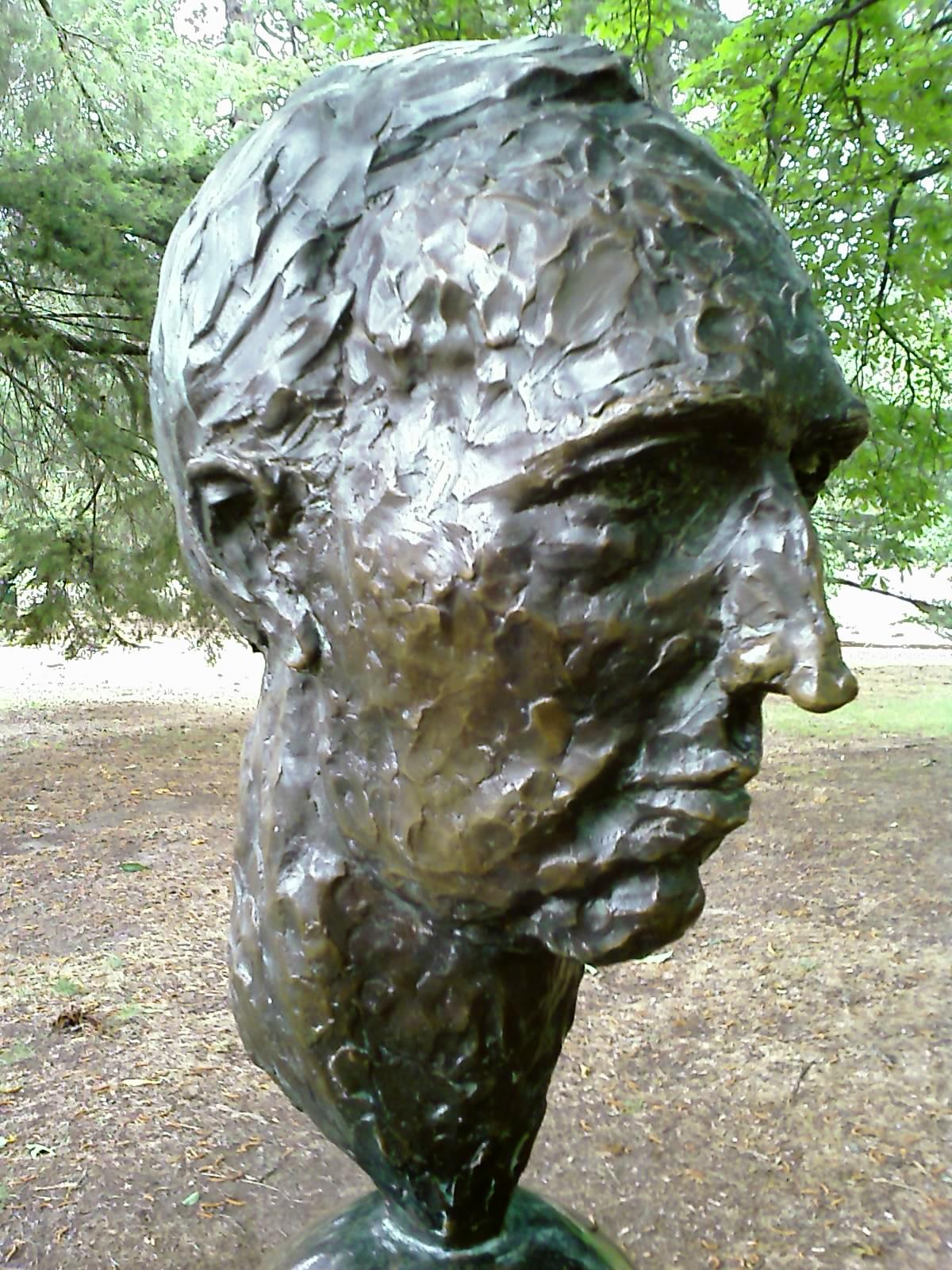
Busto di Paul Keating a Ballarat.

Keating è stato criticato per i tassi di interesse troppo alti mentre lui ha criticato il suo predecessore per il pesante deficit di bilancio.
Dopo una partenza difficile, Keating ha guidato la politica economica con un misto di razionalità e spregiudicatezza cercando di attuare la cosiddetta terza via. Il governo laburista ha dato il via alla libera fluttuazione del dollaro Australiano, ha ridotto le tariffe doganali e ha privatizzato la compagnia aerea di bandiera Qantas e la banca centrale, liberalizzando il sistema bancario.
Il sodalizio Hawke-Keating è stata granitica durante il primo governo Hawke a dispetto dei caratteri contrastanti. Hawke si era laureato mentre keating aveva lasciato gli studi, Hawke si appassionava alle corse di cavalli, alle donne e a tutte le forme di sport mentre Keating preferiva l'architettura e la musica classica ed era un collezionista di orologi antichi; Hawke era un populista acchiappa-consensi mentre Keating era abile e molto aggressivo nei dibattiti, Hawke era un tiepito Protestante mentre Keating era un cattolico praticante. Dopo le elezioni del 1987 Keating comincia a tentare di rimpiazzare Hawke come premier. A dargli una mano paradossalmente sarà la recessione del 1990.

### La lotta per la leadership
Nel 1988 Hawke, messo sotto pressione da Keating firmò un accordo segreto in virtù del quale si sarebbe dovuto dimettere dopo le elezioni del 1990. Dopo aver vinto le elezioni Hawke rinnego l'accordo apparendo sleale.
Nel giugno del 1991 Keating si dimise da ministro e si candidò alla guida del partito e del governo venendo sconfitto da Hawke.
Ma il 20 dicembre dello stesso anno, a causa di alcune difficoltà mostrate dai laburisti nei sondaggi, Hawke viene sconfitto da Keating che diventa il nuovo premier e capo del partito laburista.

### Primo Ministro 1991-1996

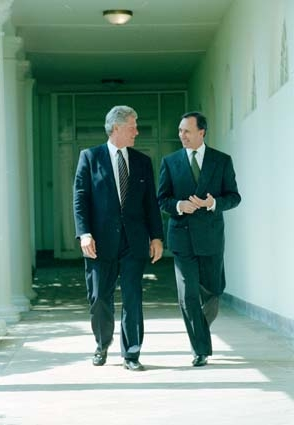
Paul Keating e Bill Clinton nel 1993.

A dispetto delle previsioni di molti commentatori politici, che prevedevano una netta vittoria liberale, le elezioni del 1993 vengono vinte dai laburisti Keating. I laburisti erano al governo da dieci anni, la pace sociale era in pericolo, e diversi elettori percepivano Keating come un premier arrogante. Ma Keating con una campagna elettorale particolarmente aggressiva che ha fatto leva sul calo del 15% della disoccupazione riesce a sconfiggere l'opposizione liberale.
L'agenda del governo laburista includeva la trasformazione dell'Australia in una repubblica, cosa che non gli riuscirà, la riconciliazione con la popolazione aborigena e l'instaurazione di stretti legami con i paesi dell'estremo oriente.
Nel 1993 Keating lancia il Republican Advisory Committee, un comitato composto da accademici, politici e membri del Movimento Repubblicano Australiano che aveva il compito di formulare uno studio sulle possibilità costituzionali per l'Australia di diventare una repubblica. Nel 1996 Keating lanciò l'idea di un Referendum costituzionale per trasformare l'Australia in Repubblica.
Keating cerca di attuare il suo programma fondando l'ANTA, legiferando contro le discriminazioni sessuali. Il governo laburista vara una legge che riconosce i diritti degli aborigeni e applica una storica sentenza della Corte Suprema Australiana. Keating ha anche un ruolo di primo piano nella fondazione dell'APEC, il foro della cooperazione economica dei paesi asiatici e del pacifico, ed inizia ad organizzare incontri annuali con i vari leader.
Per la sua amicizia con il Presidente indonesiano Suharto, Paul Keating è stato duramente criticato da varie organizzazioni sostenitrici dei diritti umani e dal Premio Nobel per la pace e leader di Timor Est José Ramos Horta.

### La sconfitta

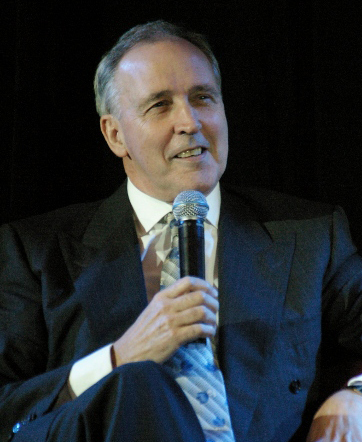
Keating nel 2007.

Dopo la sconfitta del 1993 l'opposizione liberale ha eletto alla sua guida prima Alexander Downer e poi, nel 1995, il futuro premier John Howard. I sondaggi mostrano che Howard gode del favore popolare e la sconfitta elettorale nelle elezioni suppletive del 1995 sono per Keating un chiaro segnale di allarme.
Sfruttando il serpeggiare di un certo malcontento per la recessione economica, Howard attacca Keating per la sua politica sull'immigrazione asiatica e promette un taglio alla pressione fiscale e ai servizi, ivi compresi quelli legati all'assistenza sanitaria. Howard chiede anche la riforma del sistema di relazioni industriali e dei diritti dei lavoratori all'epoca vigente.
Howard in tal modo cerca ed ottiene il favore dei piccoli commercianti e di altri settori della comunità. Tutti questi fattori determinano, dopo tredici anni, la sconfitta del governo laburista nelle elezioni del 1996. Keating per reazione dopo un mese si dimette dalla carica di parlamentare.

### Lontano dalla politica
Dopo le sue dimissione Keating ottiene la direzione di diverse compagnie.
Attualmente egli è professore non di ruolo di politica pubblica all'Università del Nuovo Galles del Sud ed ha ottenuto la laurea honoris causa in legge alla Keio University di Tokio, alla National University di Singapore e all'Università del Nuovo Galles del Sud.
Keating è anche presidente della Carnegie, Wylie & Company – una banca d'affari di Sydney.
Keating non ha mai smesso di criticare duramente il suo successore John Howard, descrivendolo tra l'altro come un uomo antidiluviano che sembra uscito dal diciannovesimo secolo, per la visione “oscurantista” dei diritti delle persone e per il suo nazionalismo. Il livore nutrito da Keating per Howard si è spinto sino a paragonare quest'ultimo a Adolf Hitler, apparendo al mondo politico irragionevole e assurdo. Naturalmente Keating si è rallegrato per i risultati delle elezioni del 24 novembre 2007 che hanno visto la sconfitta, dopo undici anni, di Howard e il ritorno dei laburisti.